# Крикор Азарян
Крикор Степан Азарян (на арменски: Գրիգոր Ստեփանի Ազարյան) е български режисьор от арменски произход. Режисьорската му кариера най-трайно е свързана с театър „Българска армия“. Той е и дългогодишен преподавател по „Актьорско майсторство и режисура“ в НАТФИЗ „Кръстьо Сарафов“, професор.

## Биография
Роден е на 15 март 1934 г. в Пловдив. Завършва Арменското училище в Пловдив, а след това „Актьорско майсторство и режисура“ във ВИТИЗ „Кръстьо Сарафов“ през 1966 г., след което продължава образованието си в Москва и Ленинград.
Като театрален режисьор работи най-дълго във Военния театър, а също – в Народния, Сатиричния, Театър „София“, Пловдив, в театри в Москва, Битоля, Варшава и др.
Между 1966 и 1969 г. е на щат в Държавен театър „Н. О. Масалитинов“ - Пловдив. От 1969 до 1978 г. е в Театъра на народната армия. От 1978 до 1983 г. – в Народния театър „Иван Вазов“. От 1984 до 1987 - в Сатиричния театър. От 1987 до 1990 г. – в Театър „София", а от 1990 г. – отново в Театъра на Българската армия.
Като гостуващ режисьор поставя в Пазарджишкия драматичен театър (1965 – 1975) и в много други български театри. Поставял е в Полша, Югославия, Македония и Русия.
Прочути са постановките му по Чехов, но освен тях е поставял пиесите „Януари“ и „Опит за летене“ от Йордан Радичков, „Дванайсета нощ“ и „Крал Лир“ от Уилям Шекспир, „Дневникът на един луд“ от Николай Гогол, „Уестсайдска история“ от Лоуръндс и Леман, „Петрол“, „Автостоп“ и „Кълбовидна мълния“ от Иван Радоев, „От земята до небето“ от Никола Русев, „Дело“ от Сухово-Кобилин, „Последен запис“ от Самюъл Бекет, „Самоубиецът“ от Николай Ердман, „Хенрих IV“ от Луиджи Пирандело, „Буре барут“ от Деян Дуковски, „Белградска трилогия“ от Б. Среблянович, „Бая си на бълхите“ и „Продавате ли демони?“ от Боян Папазов, „Трамвай Желание“ от Тенеси Уилямс, „Пътеки“ от Николай Хайтов и мн. други.
Ученици на проф. Азарян са звезди на театъра като Владимир Люцканов, Мариус Куркински, Петър (Чочо) Попйорданов, Валентин Танев, Камен Донев, Стефан Вълдобрев, Рени Врангова, Галин Стоев, Койна Русева, Стефка Янорова, Анастасия Ингилизова, Димитър Маринов.
От 29 юни 2001 г. е председател на Българската асоциация на режисьорите в театъра.
Педагогическата си дейност започва през 1970 г. като асистент на проф. Желчо Мандаджиев във ВИТИЗ „Кръстьо Сарафов“. От 1976 г. води клас по актьорско майсторство и режисура. От 1988 г. е професор.
Негови асистенти в НАТФИЗ са били Тодор Колев, Иван Добчев, Елена Баева и Атанас Атанасов.

## Признание и награди
Получавал е всички български театрални награди.
Удостоен е с почетен „Аскеер“ (2004).
Получава наградата „Икар“ на Съюза на артистите в България в категорията „Режисура“, за спектакъла „Чайка“ на Театъра на българската армия (2008).
Почетен професор е на Нов български университет от 2006 г.
Носител е на орден „Стара планина“ (2005).

## Памет
Неговото име носи театър „Крикор Азарян“ в НДК.
На професор Крикор Азарян е наречена улица в кварталите „Студентски град“ и „Малинова долина“ и жилищен комплекс „Малинова долина“ в София (Карта).
За него са документалните филми „45 градуса по Азарян“ (2008), режисьор и сценарист Лилия Абаджиева, и „Любовта цав“ (2024), режисьор Росен Елезов, сценарист Хелия Чавдарова.

## Филмография
Като режисьор
- „Всички и никой“ (1978)

Като актьор
- „Дрямка“ (премиера: 27 юли 1965 г.)
- „Птици и хрътки“ (премиера: 11 април 1969 г.) – затворникът комарджия
- „Опашката на дявола“ (2001 г.) – човекът в черно
- „Камера! Завеса!“ (6-сер. тв, 2002 – 2003) – сеньор Санчес в 1-ва серия